# Matt Letscher
Mathew "Matt" Letscher (Grosse Pointe, Míchigan, 26 de junio de 1970) es un actor estadounidense. Actualmente es conocido por interpretar el papel de Eobard Thawne en las series The Flash y  DCs Legends of Tomorrow.
Es hermano del también actor, Brian Letscher.

## Filmografía
Televisión
- 1993	Saved by the Bell: The College Years	 Rick	 Episode: "Rush Week"
- 1994	Silk Stalkings	 Harley Eastlake	 Episode: "Head 'N' Tail"
- 1994	Dr. Quinn, Medicine Woman	 Tom Jennings	 Episode: "Life and Death"
- 1994	The Larry Sanders Show	 Daniel Palmer	 Episode: "The Fourteenth Floor"
- 1994	Ellen	 Steve Morgan	 Episode: "The Toast"
- 1995	Vanishing Son	 N/A	 Episode: "Holy Ghosts"
- 1995	The Watcher	 N/A	 Episode: "Heartburned"
- 1995	Silk Stalkings	 Jeff Chadwick	 Episode: "I Know What Scares You"
- 1995–97	Almost Perfect	 Rob Paley	 Main cast; 34 episodes
- 1998	La máscara del Zorro  Capitán Harrison Love
- 1999	NYPD Blue	 Witness	 Episode: "What's Up, Chuck?"
- 1999	Love, American Style	 Ned	 Episode: "Love in the Old South"
- 2001	Jackie, Ethel, Joan: The Women of Camelot	 Ted Kennedy	 Miniseries; 2 episodes
- 2002	Providence	 Kevin Norris	 3 episodes
- 2002–03	Good Morning, Miami	 Gavin Stone	 Main cast; 31 episodes
- 2004–05	Joey	 Eric Garrett	 5 episodes
- 2005	Criminal Minds	 Vincent Shyer	 Episode: "Broken Mirror"
- 2006–07	The New Adventures of Old Christine	 Burton Schaefer	 5 episodes
- 2006	The West Wing	 Peter Blake	 Episode: "Welcome to Wherever You Are"
- 2006	Saved	 Robbie Cole	 Episode: "Family"
- 2006	Justice	 Will Bechtel	 Episode: "Shark Week"
- 2007	Boston Legal	 A.D.A Adam Mersel	 Episode: "Angel of Death"
- 2007	CSI Miami	 Dr. Mike Lasker	 Episode: "Broken Home"
- 2008–09	Eli Stone	 Nathan Stone	 Main cast; 21 episodes
- 2009–10	Brothers & Sisters	 Alec Tyler	 5 episodes
- 2009	Entourage	 Dan Coakley	 3 episodes
- 2009	Medium	 Dr. Erik Westphal	 Episode: "You Give Me Fever"
- 2010-Drop Dead Diva-A.J. Fowler- Episodio: "Good Grief"
- 2011-The Good Wife-Adam Boras- Episodio: "Two Courts"
- 2011-Pound Puppies-Hunky man, ticket seller, Ref	 Voice; episodio: "Quintuplets"
- 2012-Bent-Ben	-5 episodios
- 2012–13-	Scandal	-Billy Chambers	-8 episodios
- 2013-   Her -Charles
- 2013–14	-The Carrie Diaries	-Tom Bradshaw	-Principal; 26 episodios
- 2014-	Boardwalk Empire-Joseph P. Kennedy	-4 episodios
- 2014–15-	Castle	-Henry Jenkins-3 episodios
- 2014	CSI: Crime Scene Investigation-Major Bernard Mills-	 Episodio: "Angle of Attack"
- 2015-	The Exes	-Charles Hayward	 2 episodios
- 2015–2017; 2022-	The Flash Eobard Thawne/Reverse-Flash	 Recurrente
- 2016- 13 Horas: Los soldados secretos de Bengasi  Christopher Stevens
- 2016–2017; 2022-	Legends of Tomorrow	Principal; Temporada 2; 7
- 2018-2021-Narcos: México	 Recurrente; Temporada 4

- Datos: Q1184704